# Christopher Church
Christopher Charles Church  (* 4. Oktober 1940; † 1. Mai 2001 in Shrewsbury) war ein britischer Radrennfahrer.

## Sportliche Laufbahn
Church war Teilnehmer der Olympischen Sommerspiele 1964 in Tokio.
Er bestritt den Sprint  und das Tandemrennen, in dem er mit Karl Barton als Partner im Hoffnungslauf ausschied. 